# Папон, Морис
Морис Папон (фр. Maurice Papon; 3 сентября 1910, Грец-Арменвилье, деп. Сена и Марна — 17 февраля 2007, Понто-Комбо, деп. Сена и Марна) — французский государственный деятель, министр, полицейский чиновник, коллаборационист, сотрудничавший с Германией во время немецкой оккупации Франции в годы Второй мировой войны.

## Биография
В годы войны был высокопоставленным функционером режима Виши, занимал должность начальника полиции Бордо, отправил в концлагеря (в основном через лагерь Дранси) более 1690 евреев. После войны ему удалось избежать ответственности за преступления.
В 1958—1967 занимал должность префекта полиции Парижа, несёт ответственность за репрессии против участников разогнанной полицией  демонстрации против комендантского часа 17 октября 1961 г., сторонников Фронта национального освобождения. В результате действий полиции около двухсот человек погибли. В феврале 1962 года при префекте Папоне произошёл очередной жестокий разгон митинга — на этот раз организованного коммунистами против ультраправой Секретной вооружённой организации у станции метро Шаронн; погибло девять членов прокоммунистического профобъединения Национальная конфедерация труда.
Покинул свой пост из-за скандала, разразившегося после того, как в октябре 1965 года в Париже спецслужбами Марокко (с помощью некоторых западных спецслужб) был похищен и убит Махди Бен-Барка — лидер марокканской оппозиционной партии «Национальный союз народных сил».
В 1978—1981 — министр бюджета. В 1981 его преступления в годы войны стали достоянием гласности благодаря публикации в газете «Канар аншене», и он бежал за границу. Был возвращён во Францию. Осенью 1997 г. против Папона начался судебный процесс, на котором в качестве свидетеля защиты выступал известный деятель сопротивления Робер де Ларошфуко. В 1998 осуждён за преступления против человечества, лишён Ордена Почётного легиона. В 2002 освобождён по состоянию здоровья.